# Dupka György
Dupka György (Tiszabökény, 1952. április 11. –) ukrajnai és kárpátaljai magyar író, újságíró, szerkesztő, kisebbségi és kultúrpolitikus, civilszervezeti vezető, történész és lágerkutató. A Magyar Értelmiségiek Kárpátaljai Közösségének (MÉKK) elnöke, a Kárpátaljai Magyar Művelődési Intézet egyik alapítója és jelenlegi igazgatója, a Szolyvai Emlékpark Bizottság titkára.

## Élete
Általános és középiskolába Péterfalván járt. Ezután az Ungvári Állami Egyetemen tanult.
1979-ben magyar szakon szerzett oklevelet, majd a Kárpáti Igaz Szónál lett újságíró, itt azonban párttagságot vártak el tőle, így otthagyta. 1986–1992 között a Kárpáti Kiadó magyar osztályának szerkesztője volt. 1992-től az Intermix kiadó vezetője. 2004-től az Együtt folyóirat felelős kiadója. (Az S. Benedek András által kiadott szamizdat folyóiratról nevezték el.) 2006–2008 között az ELTE Pedagógiai és Pszichológia karán tanult. 2014-ben a Pázmány Péter Tudományegyetemen doktorált.

## Főbb művei
- Ikarusz éneke (versek), Ungvár, 1979
- Dupka György–Horváth Sándor: Múltunk s jelenünk. Balogh Edgár nyomában Kárpátontúlon; Kárpáti, Uzshorod, 1987
- Sorsközösség. A kárpátaljai magyarok a 80-as évek végén (Horváth Sándorral és Móricz Kálmánnal), cikkek, Ungvár, 1990
- Tavaszra születtem (ikerkötet Kőszeghy Elemérrel), 1990
- Ez hát a hon... Tények, adatok dokumentumok a kárpátaljai magyarság életéből 1918–1991 (szerk. Botlik Józseffel), Budapest–Szeged–Ungvár, 1991
- Kisebbségi ének a beregi rónán (Kárpátaljai írók antológiája. 1919–1944 (szerk.), Ungvár Budapest, 1992
- Istenhez fohászkodva... verses levelek, imák a Sztálini lágerekből 1944–1957 (szerk.), 1992
- Magyarlakta települések ezredéve Kárpátalján (Botlik Józseffel, monográfia), Ungvár, 1993
- '56 Kárpátalján. Dokumentumgyűjtemény (szerk. Horváth Sándorral), Ungvár, 1993
- "Sötét napok jöttek...". Koncepciós perek magyar elítéltjeinek emlékkönyve, 1944–1955; Intermix–Patent, Bp.–Ungvár, 1993 (Kárpátaljai magyar könyvek)
- Kárpátalja magyar személyi és intézmény-adattára; Intermix, Ungvár–Bp., 1993 (Kárpátaljai magyar könyvek)
- Egyetlen bűnük magyarságuk volt. Emlékkönyv a sztálinizmus kárpátaljai áldozatairól. 1944–1946 (szerk.), Ungvár–Budapest, 1993
- A KMKSZ történetéből. Dokumentumok, tények, adatok, 1989–1993; szerk. Dupka György; Intermix, Ungvár–Bp., 1993 (Kárpátaljai magyar könyvek)
- Szolyva – 1944–45 [Alekszej Korszunnal, a moszkvai titkos levéltár dokumentumai alapján], Ungvár, 1996
- Magyar Értelmiségiek Kárpátaljai Közössége. Az értelmiségi mozgalom történetéből, 1992–1997; MÉKK, Ungvár, 1997
- Dupka György–Alekszej Korszun: A "Malenykij robot" dokumentumokban; Intermix, Ungvár–Bp., 1997 (Kárpátaljai magyar könyvek)
- Kárpátaljai magyar Gulag-lexikon. Lefejezett értelmiség, 1944–1959; Intermix, Ungvár–Bp., 1999 (Kárpátaljai magyar könyvek)
- Kárpátalja magyarsága. Honismereti kézikönyv; A Magyar Nyelv és Kultúra Nemzetközi Társasága–Anyanyelvi Konferencia, 2000 (Nyelv és lélek könyvek)
- "Keressétek fel a sírom...". Szolyvai emlékkönyv a "malenykij robot" 60. évfordulójára a sztálinizmus kárpátaljai magyar áldozatairól, 1944–2004; Intermix, Ungvár–Bp., 2004 (Kárpátaljai magyar könyvek)
- Autonómia-törekvések Kárpátalján; Intermix, Ungvár–Bp., 2004 (Kárpátaljai magyar könyvek)
- '56 és Kárpátalja. Hatásvizsgálat hivatalos iratok, vallomások tükrében; Intermix, Ungvár–Bp., 2006 (Kárpátaljai magyar könyvek)
- "Népünk temetője Szolyva". Kárpát-medencei magyarság kegyhelye. A szolyvai gyűjtőtábor történetéből 1944–1945; Kárpátaljai Magyar Művelődési Intézet, Beregszász, 2009 (KMMI-füzetek)
- Fogyó, gyarapodó nemzetiségek, érdekképviseletek Kárpátalján. Hatásvizsgálatok a regionális történelmi folyamatok és a szociológiai-demográfiai adatok, nemzetiségi politika tükrében; Intermix, Ungvár–Bp., 2011 (Kárpátaljai magyar könyvek)
- Magyar művészet Kárpátalján. Kultúr- és művészettörténeti vázlat; Intermix, Ungvár–Bp., 2012 (Kárpátaljai magyar könyvek)
- A mi Golgotánk. A kollektív bűnösség elvének alkalmazása a kárpátaljai magyarokkal és németekkel szemben. A 4. Ukrán Front Katonai Tanácsa határozatának végrehajtása az NKVD-jelentések tükrében, 1944–1946; Szolyvai Emlékparkbizottság–Intermix, Szolyva–Ungvár– Bp., 2012 (Kárpátaljai magyar könyvek)
- "Hova tűnt a sok virág...". Időutazás az Uralba magyar és német rabok (1941–1955) nyomában. Történelmi szociográfia; KMMI–Intermix, Ungvár–Bp., 2012 (Kárpátaljai magyar könyvek)
- Szilaj lettem. Versek, szemelvények. Válogatás Dupka György műveiből születésének 60. évfordulója alkalmából; KMMI, Ungvár, 2012 (KMMI-füzetek)
- A szovjet hatóság megtorló tevékenysége Kárpátalján, 1944–1991. A kárpátaljai magyarságot ért atrocitások, sérelmek vázlatos története levéltári források, egyéb dokumentumok alapján; Intermix, Ungvár–Bp., 2014 (Kárpátaljai magyar könyvek)
- Zsidósors Kárpátalján: a deportálástól az internálásig. Magyar Holokauszt Emlékév 2014 Kárpátalján. A kárpátaljai zsidóság gettóba zárásának és deportálásának 70. évfordulója kapcsán tartott beregszászi emlékkonferencia anyagai. 2014. április 24.; szerk. Dupka György, Zubánics László; Intermix, Ungvár–Bp., 2014 (Kárpátaljai magyar könyvek)
- Halottaink, 1944–1959. A kárpátaljai szovjet népirtás eddig ismert áldozatainak névsora; Intermix, Ungvár–Bp., 2014 (Kárpátaljai magyar könyvek)
- "Ne ítéljetek el ...!". Zsidó népirtás, antiszemita üldözés Kárpátalján a náci és a kommunista eszmék nevében, 1938–1991; Intermix, Ungvár–Bp., 2015 (Kárpátaljai magyar könyvek)
- Magyar irodalmi élet és írásbeliség Kárpátalján. Kultúrtörténeti vázlat, az írástudókat adó táj kulturális jellegzetességei, kortárs írók, irodalmi életet generáló intézmények adattára; Intermix, Ungvár–Bp., 2017 (Kárpátaljai magyar könyvek)
- A kivégzett, lágerekben elhunyt kárpátaljai magyar képviselők, 1945–1949. Bródy András és társainak emlékkönyve; szerk. Dupka György, Zubánics László; Intermix, Ungvár–Bp., 2017 (Kárpátaljai magyar könyvek)
- Kárpátaljai magyar nők a Gulágon. Történetek, visszaemlékezések, emlékiratok; összeáll., jegyz. Dupka György; Intermix, Ungvár–Bp., 2017 (Kárpátaljai magyar könyvek)
- Dupka György–Fuchs Andrea: Kárpátaljai magyar képzőművészek arcképcsarnoka; Intermix, Ungvár–Bp., 2017 (Kárpátaljai magyar könyvek)
- Kárpátalja magyar művelődéstörténete. Kultúrtörténeti fejezetek Trianontól napjainkig. Művelődéstörténeti-szociográfiai hatásvizsgálat levéltári források, dokumentumok alapján; Intermix, Ungvár–Bp., 2017 (Kárpátaljai magyar könyvek)
- A nagy háború emlékezete Kárpátalján, 1914–1918. Haditettek, hősök, haditemetők, emlékművek, népemlékezet és ünnepségek; Intermix, Ungvár–Bp., 2018 (Kárpátaljai magyar könyvek)
- A kárpátaljai magyarság, németség elhallgatott tragédiája, 1944–1946; ford. Ortutay Péter; Intermix, Ungvár–Bp., 2020 (Kárpátaljai magyar könyvek)
- "Jön még egy új világ...". A magyar '56 kárpátaljai kézikönyve : a forradalom visszhangja a "megrengett Szovjetföldön", 1956–1959. Tudományos, ismeretterjesztő monográfia; Intermix, Ungvár–Bp., 2020 (Kárpátaljai magyar könyvek)
- A kárpátaljai magyarság, németség elhallgatott tragédiája, 1944–1946; Intermix, Ungvár–Bp., 2020 (Kárpátaljai magyar könyvek)
- Irodalmi élet Kárpátalján a szovjet időszakban, 1944–1991; Társadalomtudományi Kutatóközpont–Gondolat, Bp., 2021
- Magyar gulág-gupvi-rabok Eurázsiában. Felfedett nyomok Oroszország (Baskíria, Tatárföld, Csecsenföld), Kaukázus (Azerbajdzsán, Georgia, Örményország), Ázsia (Kazahsztán, Üzbegisztán) régióiban. Történelmi szociográfia; átdolg., bőv. kiad.; Intermix, Ungvár–Bp., 2021 (Kárpátaljai magyar könyvek)

## Díjai
- Berzsenyi-díj, 1993
- Nagy Imre-emlékplakett, 1995[4]
- Julianus-díj, 2009[5]
- A Magyar Kultúra Lovagja (2018)